# Le Bœuf sur le toit (ballet)
Pour les articles homonymes, voir Le Bœuf sur le toit (homonymie).
Le Bœuf sur le toit, op. 58, est une œuvre musicale de Darius Milhaud créée le 21 février 1920 à la Comédie des Champs-Élysées.
Le programme du concert, dirigé par Vladimir Golschmann comprenait également les créations suivantes : Adieu, New York ! de Georges Auric ; Cocardes de Francis Poulenc (sur des poèmes de Jean Cocteau) ; Trois petites pièces montées d'Erik Satie.

## Histoire
Achevée le 21 décembre 1919, il s'agit à l'origine d'une pièce pour violon et piano intitulée Cinéma-fantaisie et destinée à accompagner un film muet de Charlie Chaplin. Membre du tout nouveau groupe des Six (avec notamment Auric et Poulenc), Milhaud la transforme en ballet-pantomime sur la suggestion de Jean Cocteau qui en écrit l'argument. Les costumes sont conçus par Guy-Pierre Fauconnet et les décors et cartonnages par Raoul Dufy.
Le titre comme la musique sont inspirés d'une ancienne chanson brésilienne, pays que fréquenta le compositeur, nommée « O boi no telhado ». Le refrain revient près de quatorze fois sur douze tonalités différentes. Son exécution dure environ un quart d'heure (18 minutes d'après la partition).
« Farce » surréaliste (sous-titre du morceau pour le disque A. Charlin : "Cinéma-Symphonie sur des thèmes sud-américains mise en farce par Jean Cocteau"), dans l'esprit des Mamelles de Tirésias de Guillaume Apollinaire ou du ballet Parade de Satie, il n'y a pas à proprement parler d'histoire. Le décor représente un bar qui voit défiler plusieurs personnages : un bookmaker, un nain, un boxeur, une femme habillée en homme, des hommes habillés en femmes, un policier qui se fait décapiter par les pales d'un ventilateur avant de ressusciter...
La chorégraphie était volontairement très lente, en décalage avec le côté vif et joyeux de l'accompagnement musical. Contrairement à un ballet traditionnel, les interprètes ne venaient pas de la danse mais du cirque dont les frères Fratellini, vedettes au cirque Medrano.

## Distribution de la création
- Paul Fratellini : le barman

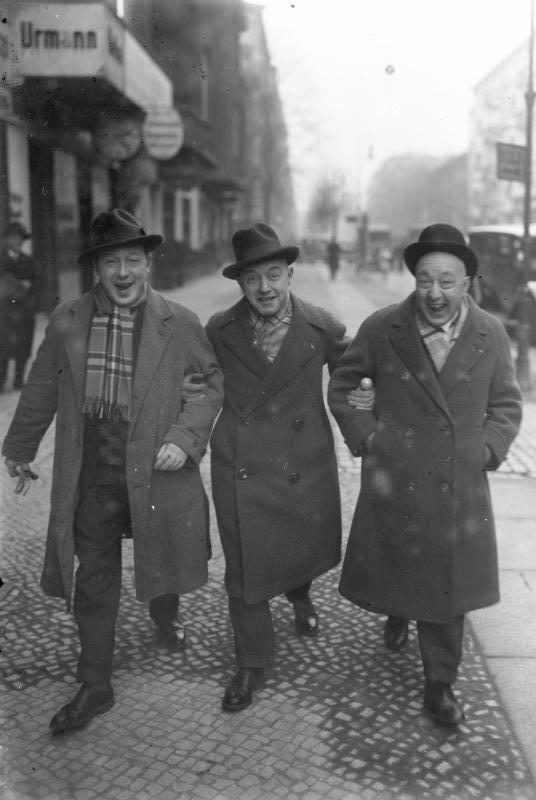
Les frères Fratellini fin 1930

- François Fratellini : la mère sona
- Albert Fratellini : la dame décolletée
- Busby : le policeman
- Cyrillo : le boxeur nègre
- Roberts : le bookmaker
- Pinocchio : le monsieur en habit
- le nain Boda : le nègre qui joue au billard

## Instrumentation
La version originale du Bœuf sur le toit est conçue pour vingt-cinq musiciens :
- deux flûtes (dont l'une joue le piccolo) ;
- un hautbois ;
- deux clarinettes en si bémol ;
- un basson ;
- deux cors en fa ;
- deux trompettes en ut ;
- un trombone ;
- une batterie[1] comprenant : « guitcharo » ou güiro portoricain[2], tambour de basque, grosse caisse et cymbale ;
- cordes : violons 1 et 2, plusieurs altos, violoncelles et contrebasses.

Il existe également une réduction pour piano à quatre mains, sous-titrée « cinéma-symphonie sur des airs sud-américains ».

## Adaptation
En 1920, Madame Rasimi monte à Paris une adaptation abrégée du Bœuf sur le toit pour le music-hall. En octobre 1920, pour la tournée sud-américaine de la troupe du Bataclan, elle inclut Le Bœuf dans la revue Ah oui ! donnée au Teatro Ópera de Buenos Aires.
En 1922, elle monte quatre revues de Roger Ferréol et José de Berys, donnée au Teatro Ópera de Buenos-Aires en juin, et donne les mêmes revues successivement au Theatro Lyrico Fluminense (en) de Rio de Janeiro. Le Bœuf sur le toit est inclus dans Paris Chic (6-14 août). La presse brésilienne n'apprécie pas cette production du Bœuf, comme si la présence de la musique brésilienne transforme automatiquement le bar américain de l'époque de la prohibition, conçu par Cocteau, en un Botequim (en) brésilien de bas étage, ternissant l'image du Brésil. Madame Rasimi répond que Ba-Ta-Clan n'a jamais offensé ou ridiculisé le Brésil dans aucune de ses revues, que la pantomime ultramoderne Le Bœuf sur le toit parodie la loi d'interdiction américaine, et que ce sketch, déjà monté à New York, n'est pas offensant aux États-Unis non plus, mais le sketch de Cocteau doit être coupée pour la représentation à Bahia. La tournée est un succès,,.

## Postérité
L'œuvre donnera son nom au cabaret parisien Le Bœuf sur le toit de Louis Moyses, inauguré en 1922.

## Discographie sélective
Cette œuvre a fait l’objet d’une abondante discographie dont quelques enregistrements de référence :
- Darius Milhaud, orchestre du théâtre des Champs-Élysées, enregistrement de 1956 sur bande Ducretet-Thomson repris en 1964 par les disques André-Charlin ;
- Antal Dorati, Orchestre symphonique de Londres, 1967, Polygram ;
- Leonard Bernstein, Orchestre national de France, 1978, Pathé Marconi - EMI.

## Sources
- Darius Milhaud, Le Bœuf sur le toit, partition pour piano à 4 mains précédée de l'argument de Jean Cocteau, éditions de la Sirène, Paris, 1920.
- Darius Milhaud, Le Bœuf sur le toit, partition d'orchestre, éditions Max Eschig, Paris, 1969.